# Eutomer
| Beispiel: Der Arzneistoff Ibuprofen besteht zu je 50 % aus dem Eutomer und dem Distomer |
| --------------------------------------------------------------------------------------- |
| Eutomer = (S)-(+)-Ibuprofen Dexibuprofen                                                |
| Distomer = (R)-(–)-Ibuprofen                                                            |

Eutomer ist ein Begriff aus der medizinischen Chemie und bezeichnet das hinsichtlich einer gewünschten pharmakologischen Wirkung aktivere Enantiomer eines chiralen Wirkstoffs. Demgegenüber wird das bezüglich der gewünschten pharmakologischen Wirkung weniger aktive Enantiomer Distomer genannt.  Diese Bezeichnungen wurden nach einem Vorschlag von Everhardus J. Ariens  eingeführt, der zugleich die Entwicklung enantiomerenreiner Arzneistoffe zur Verminderung von Arzneimittelnebenwirkungen forderte. Früher nur als Racemate (1:1-Mischung aus Eutomer und Distomer) eingesetzte Arzneistoffe werden heute oft durch reine Eutomere ersetzt. Beispiele: Dexibuprofen, Levocetirizin und Escitalopram.
Der Quotient aus den Wirkstärken des Eutomers und des Distomers eines Arzneistoffes ist das eudismische Verhältnis, dessen dekadischer Logarithmus der eudismische Index.